# 雷絲莉·琪恩
雷絲莉·琪恩（英語：Leslie Kean）是美國調查記者，以有關不明飛行物的報導聞名。

## 生平
出身於紐約市的一個政治世家，祖父羅伯特·基恩是聯邦眾議員，叔父湯瑪斯·基恩連任過兩屆紐澤西州州長。
琪恩畢業於巴德學院。90年代後期，琪恩在訪問緬甸採訪政治犯之後，開始在加州柏克萊市的廣播電台KPFA擔任「Flashpoints」節目的製作人和主持人。
2000年5月，琪恩在《波士頓環球報》上發表了她的第一篇關於不明飛行物的文章。其後，琪恩在調查不明飛行物的過程中，近距離接觸了數百份政府文件、航空報告、雷達數據和具有確鑿證據的案例研究，並採訪過來自世界各地的數十名高級官員和目擊者。
琪恩的著作《飛碟：全球國家機密檔案大公開》（UFOs: Generals, Pilots and Government Officials Go on Record）在2010年由蘭登書屋出版，前白宮幕僚長約翰·波德斯達為該書撰寫前言，而知名物理學家加來道雄也稱許了這本書；該書在出版後登上《紐約時報》暢銷書排行榜。
2018 年，製片人蘿拉·比克福德表示打算將把琪恩的著作《飛碟：全球國家機密檔案大公開》改編為電影。2021年5月，宣布新線影業和HBO Max將聯手開放該部電影。
琪恩還在2017年出版了有關死後生命的著作《Surviving Death》。這本書在2021年被Netflix改編為同名紀錄片影集，琪恩擔任顧問製片人。
2021年3月，《紐約客》雜誌發表一篇報導，介紹了琪恩有關不明飛行物的工作。

## 外部連結
- 官方网站 （英文）
- 雷絲莉·琪恩在互联网电影资料库（IMDb）上的資料（英文）